# Futbol'ny Klub Šachcër Salihorsk
Il Futbol'ny Klub Šachcër Salihorsk (in bielorusso футбольны клуб Шахцёр Салігорск?), altresì nota come Šachcër Salihorsk, Shakhter Soligorsk o più semplicemente Shakhtyor, è una società calcistica bielorussa con sede nella città di Salihorsk. 
Ha vinto 3 campionati bielorussi, 3 Coppe di Bielorussia e una Supercoppa di Bielorussia.

## Storia
Il club fu fondato nel 1961. Durante l'era sovietica lo Šachcër Salihorsk giocò nella massima o seconda divisione della lega SSR bielorussa, saltando di tanto in tanto ai livelli inferiori (campionato della regione di Minsk) per un brevi periodi. Nel 1971 lo Šachcër assorbì altre due squadre locali di Salihorsk (Chimik e Hornjak). I risultati migliori del club arrivarono alla fine del periodo sovietico, quando la squadra vinse la Coppa SSR bielorussa per tre volte (1985, 1986, 1988).
Dal 1992 lo Šachcër gioca nella Vyšėjšaja Liha, la massima serie del campionato bielorusso, ma nei primi anni il club faticò sempre per salvarsi. Nel 1997 concluse all'ultimo posto in campionato, ma grazie al ritiro di due club dal torneo non retrocesse.
Dal 1999 al 2023 il club non si era mai piazzato al di sotto del sesto posto, diventando dapprima una partecipante consueta alle coppe europee e poi una pretendente costante per il titolo, partecipando abitualmente ai turni di qualificazione per l'Europa League, competizione alla cui fase a gironi lo Šachcër non ha mai avuto accesso. A partire dal 2023 la squadre a ricevuoe continue penalizzazione di partendo dalla revoca al titolo del 2022, la maxi penalizzazione da 35 punti del 2023 e i 20 del 2024 hanno portato la squadra da una delle più forti in Bielorussia a una squadra che nell'anno 2024 è retrocessa in seconda serie per la prima volta in assoluto. Ha vinto il titolo nazionale nel 2005, 2020 e 2021 e si è aggiudicato 3 Coppe di Bielorussia (2003-2004, 2013-2014 e 2019) e una Supercoppa di Bielorussia (2021).

## Cronistoria recente
| Stagione | Livello | Pos | Pld | V  | N  | P  | Reti fatte-subite | Punti | Coppa nazionale      | Supercoppa nazionale | Note |
| -------- | ------- | --- | --- | -- | -- | -- | ----------------- | ----- | -------------------- | -------------------- | ---- |
| 1992     | 1°      | 11  | 15  | 5  | 3  | 7  | 15-17             | 13    | ottavi di finale     |                      |      |
| 1992-93  | 1°      | 11  | 32  | 8  | 10 | 14 | 19-34             | 26    | sedicesimi di finale |                      |      |
| 1993-94  | 1°      | 13  | 30  | 5  | 11 | 14 | 21-39             | 21    | quarti di finale     |                      |      |
| 1994-95  | 1°      | 14  | 30  | 5  | 10 | 15 | 22-41             | 20    | sedicesimi di finale |                      |      |
| 1995     | 1°      | 13  | 15  | 4  | 4  | 7  | 12-20             | 16    | quarti di finale     |                      |      |
| 1996     | 1°      | 11  | 30  | 8  | 5  | 17 | 29-50             | 29    | quarti di finale     |                      |      |
| 1997     | 1°      | 161 | 30  | 6  | 6  | 18 | 22-53             | 24    | sedicesimi di finale |                      |      |
| 1998     | 1°      | 11  | 28  | 8  | 6  | 14 | 33-54             | 30    | ottavi di finale     |                      |      |
| 1999     | 1°      | 5   | 30  | 18 | 5  | 7  | 58-30             | 59    | ottavi di finale     |                      |      |
| 2000     | 1°      | 5   | 30  | 15 | 9  | 6  | 47-29             | 54    | sedicesimi di finale |                      |      |
| 2001     | 1°      | 5   | 26  | 13 | 7  | 6  | 43-24             | 46    | quarti di finale     |                      |      |
| 2002     | 1°      | 3   | 26  | 15 | 6  | 5  | 41-23             | 51    | semifinali           |                      |      |
| 2003     | 1°      | 5   | 30  | 19 | 7  | 4  | 60-23             | 64    | ottavi di finale     |                      |      |
| 2004     | 1°      | 3   | 30  | 19 | 8  | 3  | 55-21             | 65    | vincitore            |                      |      |
| 2005     | 1°      | 1   | 26  | 19 | 6  | 1  | 59-14             | 63    | ottavi di finale     |                      |      |
| 2006     | 1°      | 3   | 26  | 16 | 3  | 7  | 50-31             | 51    | finale               |                      |      |
| 2007     | 1°      | 3   | 26  | 12 | 8  | 6  | 41-27             | 44    | quarti di finale     |                      |      |
| 2008     | 1°      | 4   | 30  | 15 | 6  | 9  | 50-35             | 51    | finale               |                      |      |
| 2009     | 1°      | 6   | 26  | 10 | 8  | 8  | 33-28             | 38    | finale               |                      |      |
| 2010     | 1°      | 2   | 33  | 19 | 9  | 5  | 51-23             | 66    | semifinali           |                      |      |
| 2011     | 1°      | 2   | 33  | 17 | 10 | 6  | 46-24             | 61    | semifinali           |                      |      |
| 2012     | 1°      | 2   | 30  | 18 | 7  | 5  | 59-24             | 61    | ottavi di finale     |                      |      |
| 2013     | 1°      | 2   | 32  | 17 | 7  | 8  | 44-26             | 58    | quarti di finale     |                      |      |
| 2014     | 1°      | 3   | 32  | 14 | 8  | 10 | 35-28             | 50    | vincitore            |                      |      |
| 2015     | 1°      | 3   | 26  | 14 | 7  | 5  | 47-27             | 49    | quarti di finale     | secondo posto        |      |
| 2016     | 1°      | 2   | 30  | 17 | 8  | 5  | 46-20             | 59    | finale               | secondo posto        |      |
| 2017     | 1°      | 3   | 30  | 20 | 5  | 5  | 52-22             | 65    | finale               |                      |      |
| 2018     | 1°      | 2   | 30  | 19 | 7  | 4  | 45-14             | 64    | quarti di finale     |                      |      |
| 2019     | 1°      | 3   | 30  | 20 | 5  | 5  | 59-21             | 65    | vincitore            |                      |      |
| 2020     | 1°      | 1   | 30  | 17 | 8  | 5  | 57-21             | 59    | semifinale           |                      |      |

1 Piazzatasi ultima, ma non retrocessa per via del ritiro delle due squadre che la precedevano in classifica.

## Palmarès

### Competizioni nazionali
- Campionato bielorusso: 3

2005, 2020, 2021
- Coppa di Bielorussia: 3

2003-2004, 2013-2014, 2018-2019
- Supercoppa di Bielorussia: 2

2021, 2023

### Altri piazzamenti
- UEFA Fair Play ranking: 1

2000-2001
- Campionato bielorusso:

Secondo posto: 2010, 2011, 2012, 2013, 2016, 2018
Terzo posto: 2002, 2004, 2006, 2007, 2014, 2015, 2017, 2019
- Coppa di Bielorussia:

Finalista: 2005-2006, 2007-2008, 2008-2009, 2014-2015, 2016-2017
Semifinalista: 2001-2002, 2009-2010, 2010-2011, 2019-2020, 2020-2021
- Supercoppa di Bielorussia:

Finalista: 2015, 2016, 2020, 2022
- Coppa dei Campioni della CSI:

Finalista: 2011

## Statistiche e record

### Statistiche nelle competizioni UEFA
Tabella aggiornata alla fine della stagione 2018-2019.
| Competizione                  | Partecipazioni | G  | V | N | P | RF | RS |
| ----------------------------- | -------------- | -- | - | - | - | -- | -- |
| UEFA Champions League         | 1              | 2  | 0 | 0 | 2 | 0  | 2  |
| Coppa UEFA/UEFA Europa League | 2              | 4  | 0 | 1 | 3 | 4  | 8  |
| Coppa Intertoto               | 3              | 12 | 5 | 2 | 5 | 22 | 18 |

## Organico

### Rosa 2021
Aggiornata al giugno 2021.
| N. |                        | Ruolo | Calciatore           |
| -- | ---------------------- | ----- | -------------------- |
| 4  | Bielorussia (bandiera) | D     | Ruslan Chadarkevič   |
| 5  | Serbia (bandiera)      | D     | Nikola Antić         |
| 6  | Bielorussia (bandiera) | D     | Andrėj Makaranka     |
| 7  | Uzbekistan (bandiera)  | A     | Shakhzod Ubaydullaev |
| 8  | Albania (bandiera)     | C     | Valon Ahmedi         |
| 9  | Serbia (bandiera)      | A     | Đorđe Ivanović       |
| 11 | Georgia (bandiera)     | C     | Giorgi Diasamidze    |
| 13 | Bielorussia (bandiera) | A     | Maksim Kunski        |
| 15 | Bielorussia (bandiera) | D     | Sjarhej Palicevič    |
| 17 | Bielorussia (bandiera) | D     | Viktar Sotnikaŭ      |
| 18 | Bielorussia (bandiera) | C     | Mikita Korzun        |
| 19 | Bielorussia (bandiera) | A     | Dzmitryj Padstrėlaŭ  |
| 20 | Bielorussia (bandiera) | D     | Aljaksandr Sačyŭka   |
| 21 | Bielorussia (bandiera) | D     | Jahor Filipenka      |
| 22 | Bielorussia (bandiera) | C     | Ihar Stasevič        |
| 27 | Slovacchia (bandiera)  | C     | Július Szöke         |

| N. |                                 | Ruolo | Calciatore          |
| -- | ------------------------------- | ----- | ------------------- |
| 28 | Serbia (bandiera)               | A     | Igor Ivanović       |
| 30 | Bielorussia (bandiera)          | P     | Aljaksandr Hutar    |
| 31 | Ucraina (bandiera)              | A     | Roman Debelko       |
| 32 | Bielorussia (bandiera)          | P     | Sjarhej Černik      |
| 33 | Nigeria (bandiera)              | C     | Eze Vincent Okeuhie |
| 35 | Bielorussia (bandiera)          | P     | Pavel Časnoŭski     |
| 39 | Bielorussia (bandiera)          | P     | Ihar Malaščynski    |
| 57 | Nigeria (bandiera)              | A     | Sunday Akinbule     |
| 67 | Bielorussia (bandiera)          | D     | Raman Behunoŭ       |
| 77 | Bielorussia (bandiera)          | C     | Juryj Kendyš        |
| 88 | Gambia (bandiera)               | A     | Dembo Darboe        |
| 91 | Bielorussia (bandiera)          | P     | Maksim Bjaloŭ       |
| 99 | Bielorussia (bandiera)          | C     | Hleb Šaŭčėnka       |
|    | Francia (bandiera)              | C     | Didine Djouhary     |
|    | Bosnia ed Erzegovina (bandiera) | D     | Miloš Šatara        |
|    | Serbia (bandiera)               | C     | Aleksa Pejić        |